# Sallustio Bandini

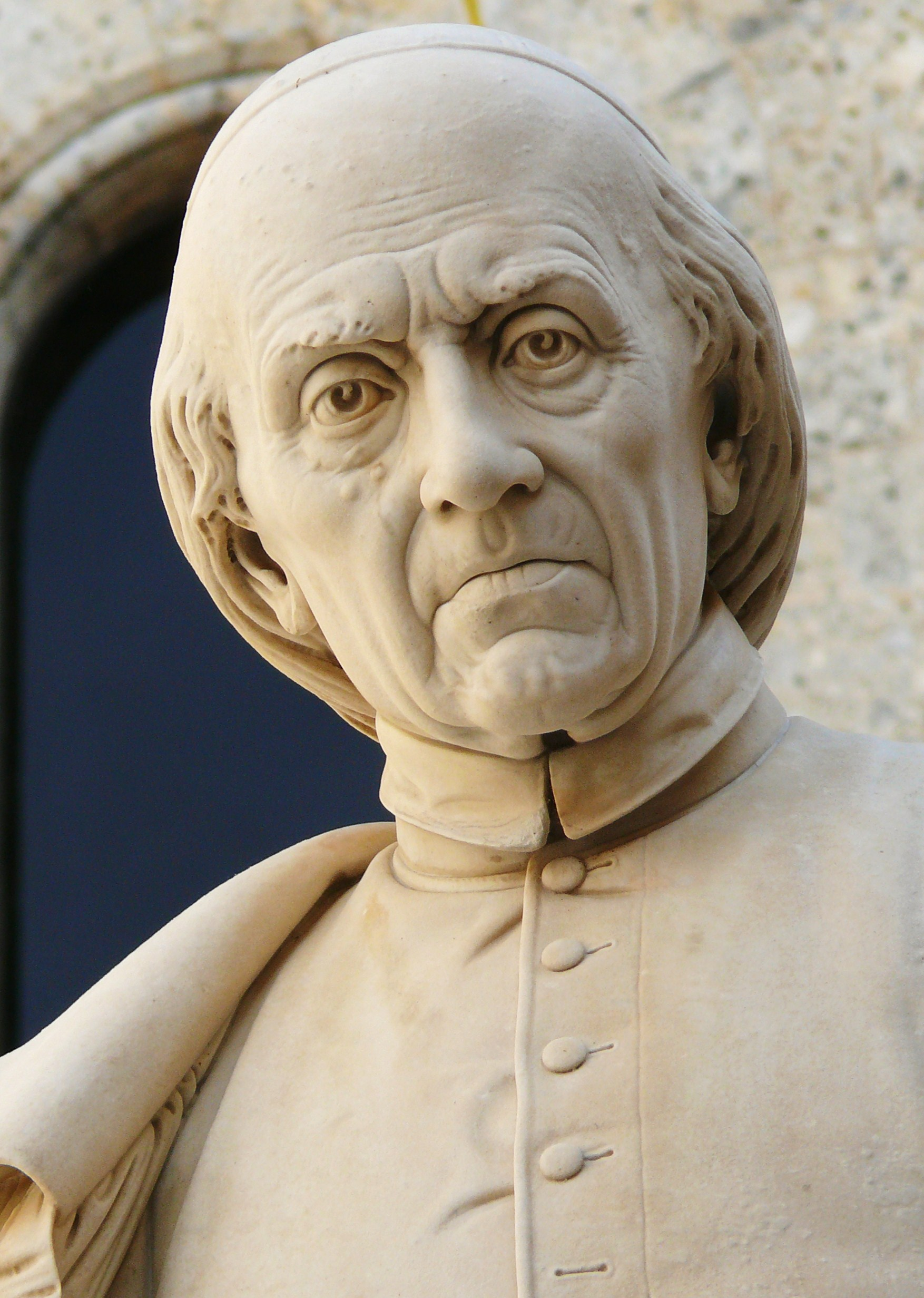
Particolare della statua di Sallustio Bandini a Siena, opera di Tito Sarrocchi

Discorso sopra la Maremma di Siena, 1877

Sallustio Antonio Bandini (Siena, 19 aprile 1677 – Siena, 8 giugno 1760) è stato un presbitero, politico ed economista italiano.

## Biografia

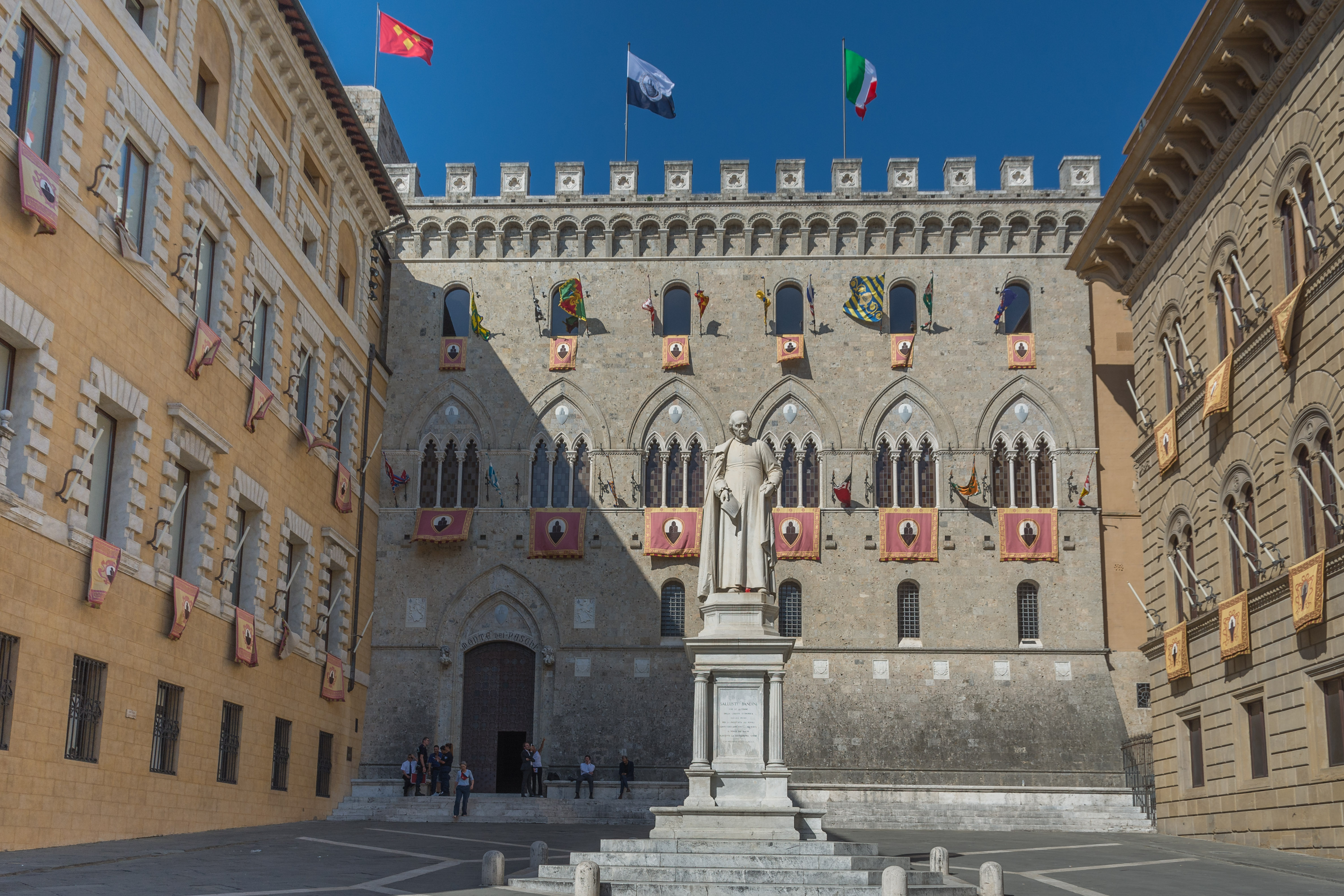
Piazza Salimbeni con il monumento a Sallustio Bandini

Nel 1699 si laurea in filosofia e diritto all'Università degli Studi di Siena. Nel 1701, subito dopo essere divenuto lettore di diritto canonico, comincia la sua carriera ecclesiastica che lo porterà a prendere gli ordini nel 1705 e a ricoprire nel 1723 la carica di arcidiacono. Ha una carriera accademica brillante e diventa presidente dell'Accademia dei Fisiocritici. Nel 1737 redige il saggio che lo rese famoso: Discorso sopra la Maremma di Siena. Bandini considerò questo testo economico così importante che, due anni dopo, decise di offrire la versione manoscritta al Granduca di Toscana, Francesco I di Lorena. Nel testo non si parlava solo della necessità di bonificare la Maremma, ma anche di tutti gli interventi necessari per sviluppare economicamente un territorio. Secondo Bandini era necessario avere poche leggi economiche e estremamente semplici in modo che fossero facilmente comprensibili. Secondo lui infatti troppo norme e regolamentazioni portavano a una diminuzione del commercio e dunque a un impoverimento del territorio. L'opera fu pubblicata solo nel 1775 sotto il regno di Pietro Leopoldo, che s'ispirò alle teorie del Bandini per le sue politiche economiche.
Il grande amore per la cultura, lo portò ad accumulare una quantità di libri e manoscritti talmente grande da costituire una vera e propria biblioteca, che nel 1758, un anno prima di morire, decise di donare alla città di Siena. La donazione era composta da quasi tremila volumi che furono portati al Palazzo della Sapienza e che divenne il nucleo originario dell'odierna Biblioteca comunale degli Intronati. Nella donazione Bandini affidò la sua preziosa biblioteca a un suo allievo, l'abate Giuseppe Ciaccheri e per il quale stanziò anche uno stipendio. La fiducia fu ben riposta perché Ciaccheri fece crescere rapidamente la biblioteca, che dopo quindici anni contava circa tredicimila volumi.

## Riconoscimenti
Una statua in suo onore, opera di Tito Sarrocchi, si trova nella piazza Salimbeni di Siena (ove sorge la sede storica della Banca Monte dei Paschi).

## Opere
- Sallustio Antonio Bandini, Discorso sopra la Maremma di Siena, Siena, Tipografia Sordo-Muti di LLazzeri, 1877. URL consultato il 23 giugno 2015.